# (12005) Delgiudice
(12005) Delgiudice est un astéroïde de la ceinture principale.

## Description
(12005) Delgiudice est un astéroïde de la ceinture principale. Il fut découvert le 19 mai 1996 à Socorro (Nouveau-Mexique) par Robert Weber. Il présente une orbite caractérisée par un demi-grand axe de 3,16 UA, une excentricité de 0,16 et une inclinaison de 10,9° par rapport à l'écliptique.

## Compléments